# Leichtathletik-Europameisterschaften 1938/50 km Gehen der Männer

Die Seine mit Blick auf den Louvre

Das 50-km-Gehen der Männer bei den Leichtathletik-Europameisterschaften 1938 wurde am 4. September 1938 in der französischen Hauptstadt Paris ausgetragen.
Europameister wurde der Brite Harold Whitlock, der vor dem Deutschen Herbert Dill gewann. Bronze ging an den norwegischen Inhaber der Weltbestzeit Edgar Bruun.

## Bestleistungen / Rekorde

### Bestehende Bestleistungen / Rekorde
| Weltbestzeit         | 4:26:41 h | Edgar Bruun  | Oslo, Norwegen    | 28. Juni 1936     |
| Europabestzeit       | 4:26:41 h | Edgar Bruun  | Oslo, Norwegen    | 28. Juni 1936     |
| Meisterschaftsrekord | 4:49:53 h | Jānis Daliņš | EM Turin, Italien | 8. September 1934 |

Anmerkung:

Rekorde wurden damals im Marathonlauf und Straßengehen wegen der unterschiedlichen Streckenbeschaffenheiten mit Ausnahme von Meisterschaftsrekorden nicht geführt.

### Rekordverbesserung
Der britische Europameister Harold Whitlock verbesserte den EM-Rekord im Wettkampf am 4. September um 8:02 Minuten auf 4:41:51 Stunden.

## Finale

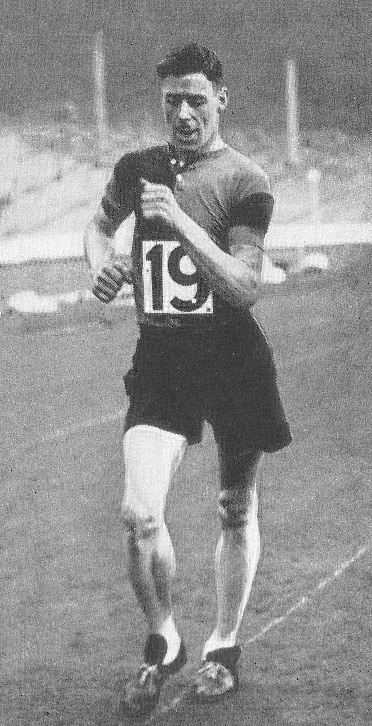
Nach seinem Olympiasieg 1936 wurde Harold Whitlock nun auch Europameister

4. September 1938, 13.30 Uhr
| Platz | Name               | Nation             | Zeit (h)   |
| ----- | ------------------ | ------------------ | ---------- |
| 1     | Harold Whitlock    | Großbritannien     | 4:41:51 CR |
| 2     | Herbert Dill       | Deutsches Reich    | 4:43:54    |
| 3     | Edgar Bruun        | Norwegen           | 4:44:35    |
| 4     | Fritz Bleiweiß     | Deutsches Reich    | 4:45:24    |
| 5     | Antonio De Maestri | Königreich Italien | 4:53:56    |
| 6     | Evald Segerström   | Schweden           | 4:54:06    |
| 7     | Giuseppe Gobbato   | Königreich Italien | 4:56:20    |
| 8     | Anton Toscani      | Niederlande        | 4:58:36    |
| 9     | Vasile Firea       | Rumänien           | 5:22:31    |
| DNF   | Jaroslav Štork     | Jugoslawien        |            |
| DNF   | Frank Bentley      | Großbritannien     |            |
| DNF   | Sune Carlsson      | Schweden           |            |
| DNF   | Jānis Daliņš       | Lettland           |            |
| DNF   | Thierry Mathot     | Belgien            |            |
| DSQ   | Louis Cambrai      | Frankreich         |            |
| DSQ   | Pierre Bussières   | Frankreich         |            |